# Spitalkirche (Bruneck)

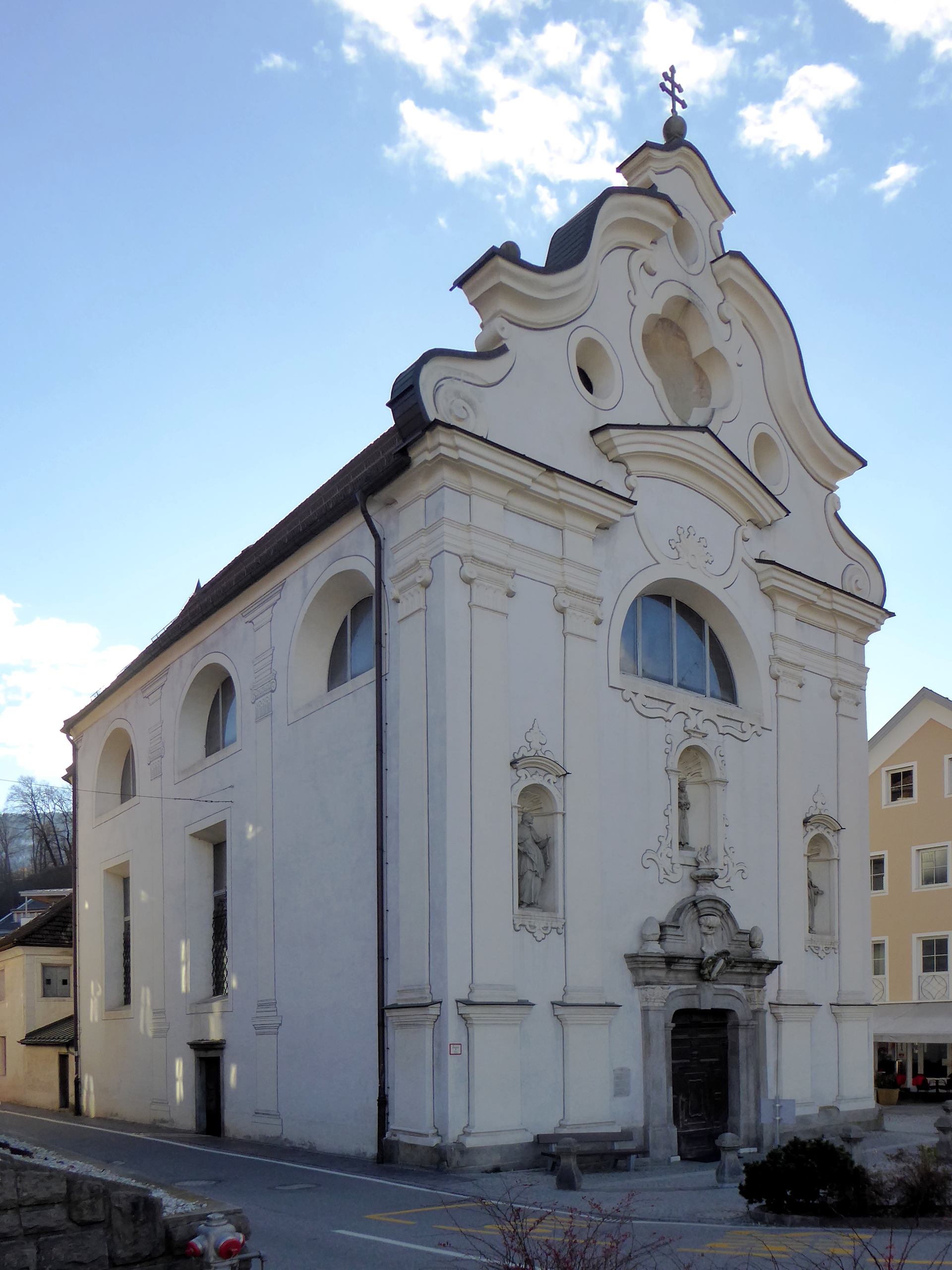
Spitalkirche von Norden

Die katholische Spitalkirche zum heiligen Geist in der Südtiroler Stadt Bruneck gehört zum Dekanat Bruneck der Diözese Bozen-Brixen. Sie steht unter Denkmalschutz.

## Geschichte
An der Stelle der heutigen Kirche wurde bereits im 14. Jahrhundert ein Spital und eine Kirche vom Brunecker Bürger Konrad Stuck gestiftet. Die 1381 geweihte Kirche bestand bis ins 18. Jahrhundert. Baufällig geworden wurde sie 1758 abgerissen. Ingenuin Gasser errichtete an ihrer Stelle die heute noch bestehende Rokokokirche, die 1761 geweiht wurde.

## Baubeschreibung
Von außen sticht die nördliche Schaufassade am Kapuzinerplatz besonders hervor. Sie ist durch Pilaster gegliedert, besitzt ein säulenflankiertes Portal, Skulpturennischen (in der Mitte die Figur des heiligen Antonius) und Volutengiebel. An der rechten Langhausseite anliegend steht der Turm mit Oktogon und Zwiebelhaube. Am Chor mit polygonalem Abschluss befindet sich ein Sakristeianbau, der heute als Wohnhaus dient.
Im Inneren ist der eingezogene Chor und das Langhaus durch Tonnengewölbe mit Stichkappen gedeckt, die durch reiche Stukkaturen von Anton Jakob Delai verziert sind. Die Gewölbefresken stellen Szenen aus dem Leben von Johannes dem Täufer dar, im Chor befindet sich hingegen ein Pfingstbild. Am Chorbogen sind Glaube, Hoffnung und Liebe dargestellt, links und rechts davon die fromme und die weltliche Seele. Das Hochaltarbild stellt die Taufe Christi dar und stammt von Franz Sebald Unterberger um 1760, von dem auch das Bild der heiligen Elisabeth am rechten Seitenaltar geschaffen wurde. Auf dem linken Seitenaltar ist die heilige Notburga von Johann Georg Dominikus Grasmair um 1750 zu sehen. Die Figuren der Apostel Petrus und Paulus am Hochaltar sind Werke von Johann Georg Silly. Der Volksfrömmigkeit dient ein Kruzifix an der Langhauswand aus der Zeit um 1700. Die Orgel auf der zurückschwingenden Empore baute 1859 Franz Weber.
Die ehemalige Sakristei besitzt eine steingerahmte Rechtecktür und im Erd- und Obergeschoss barocke Stuckdecken.

## Galerie

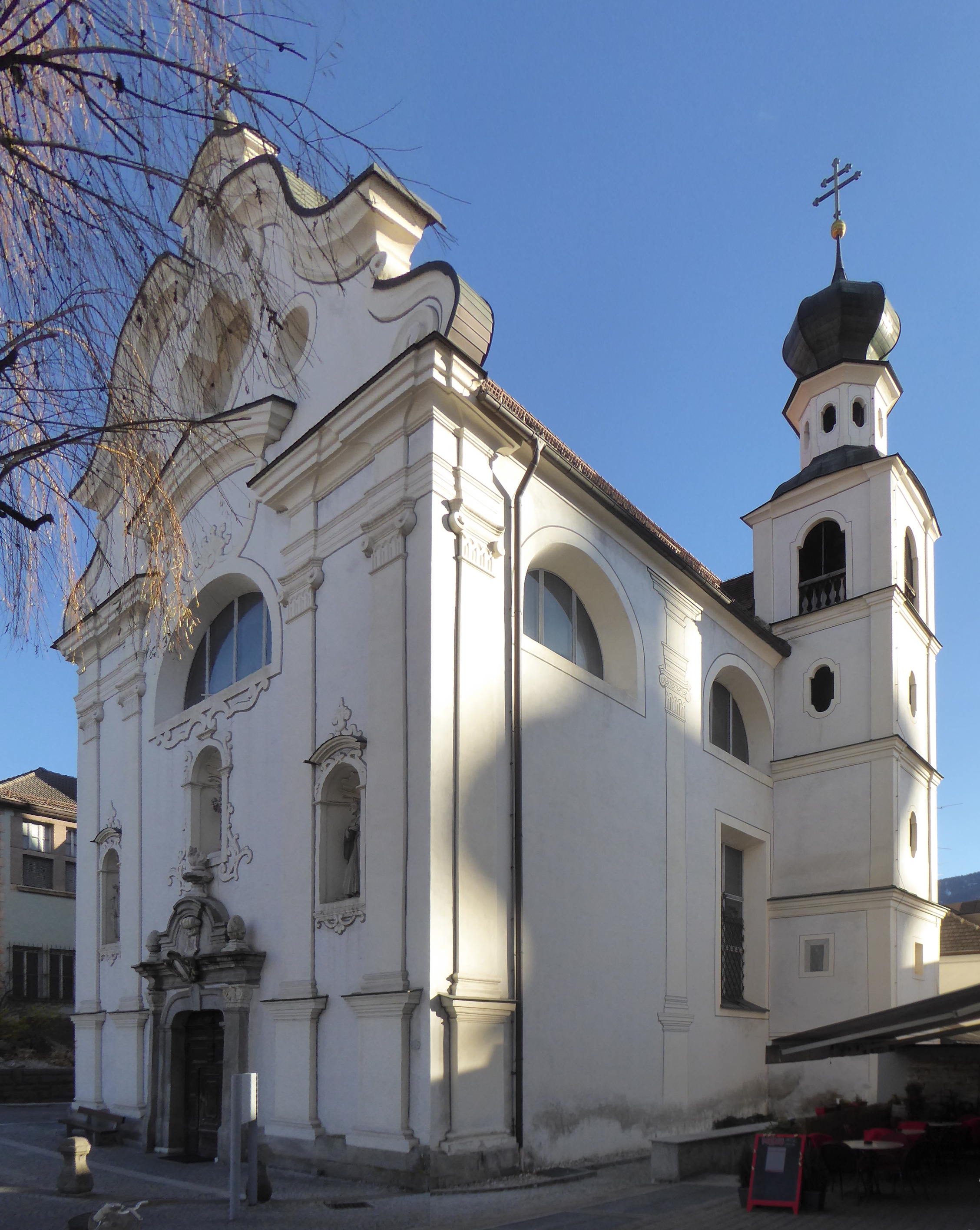
Fassade und Turm
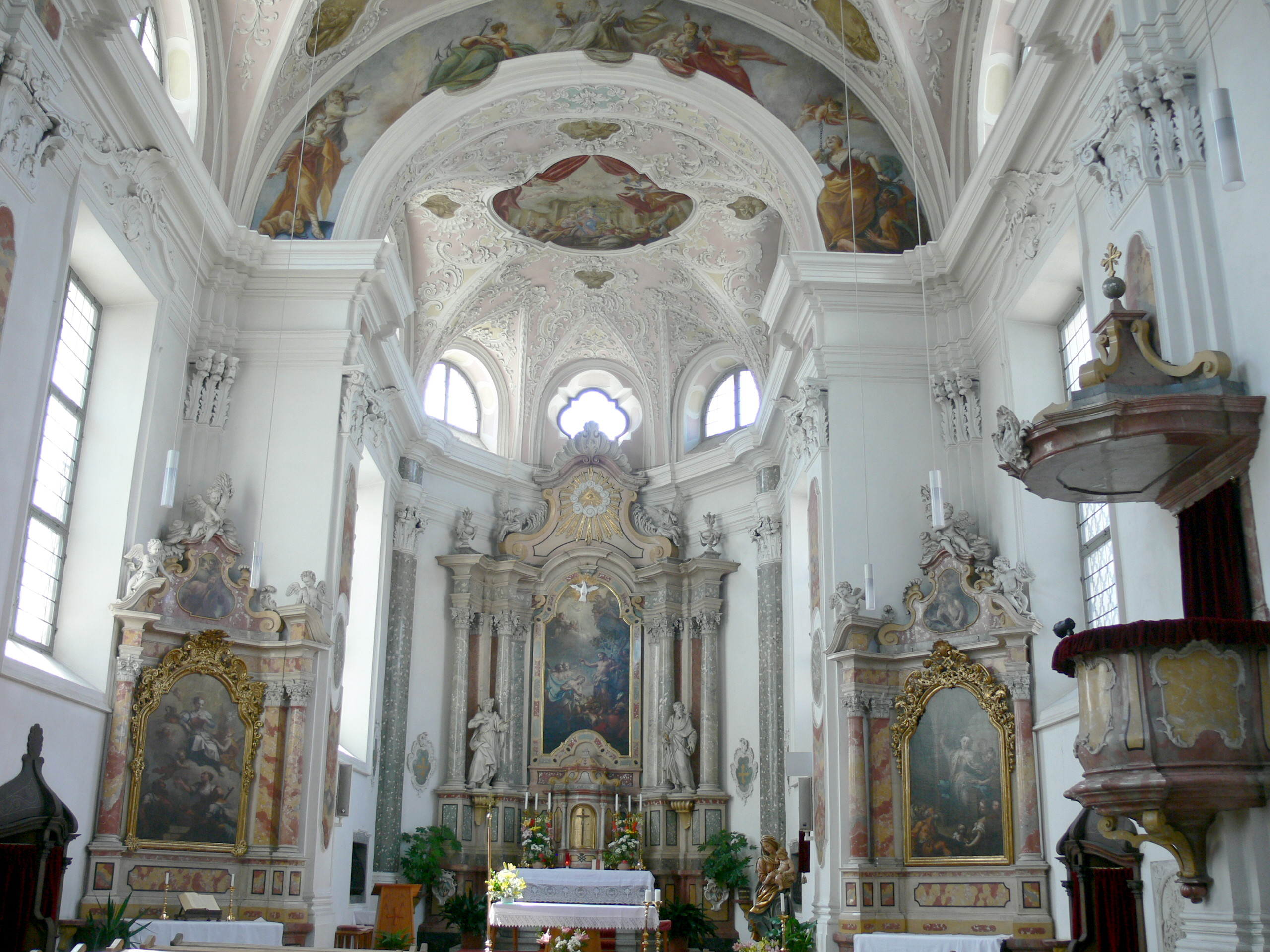
Innenraum
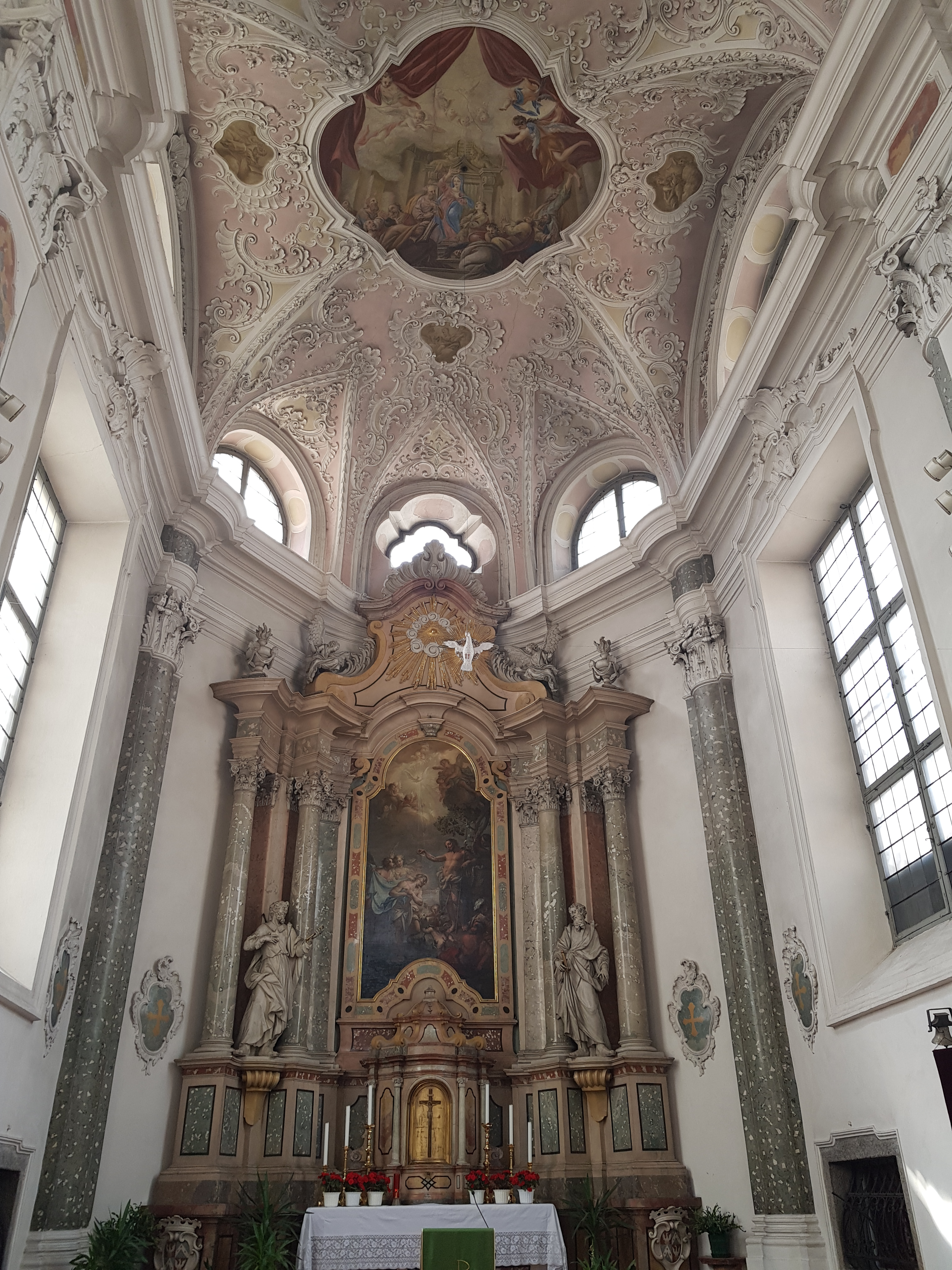
Hochaltar
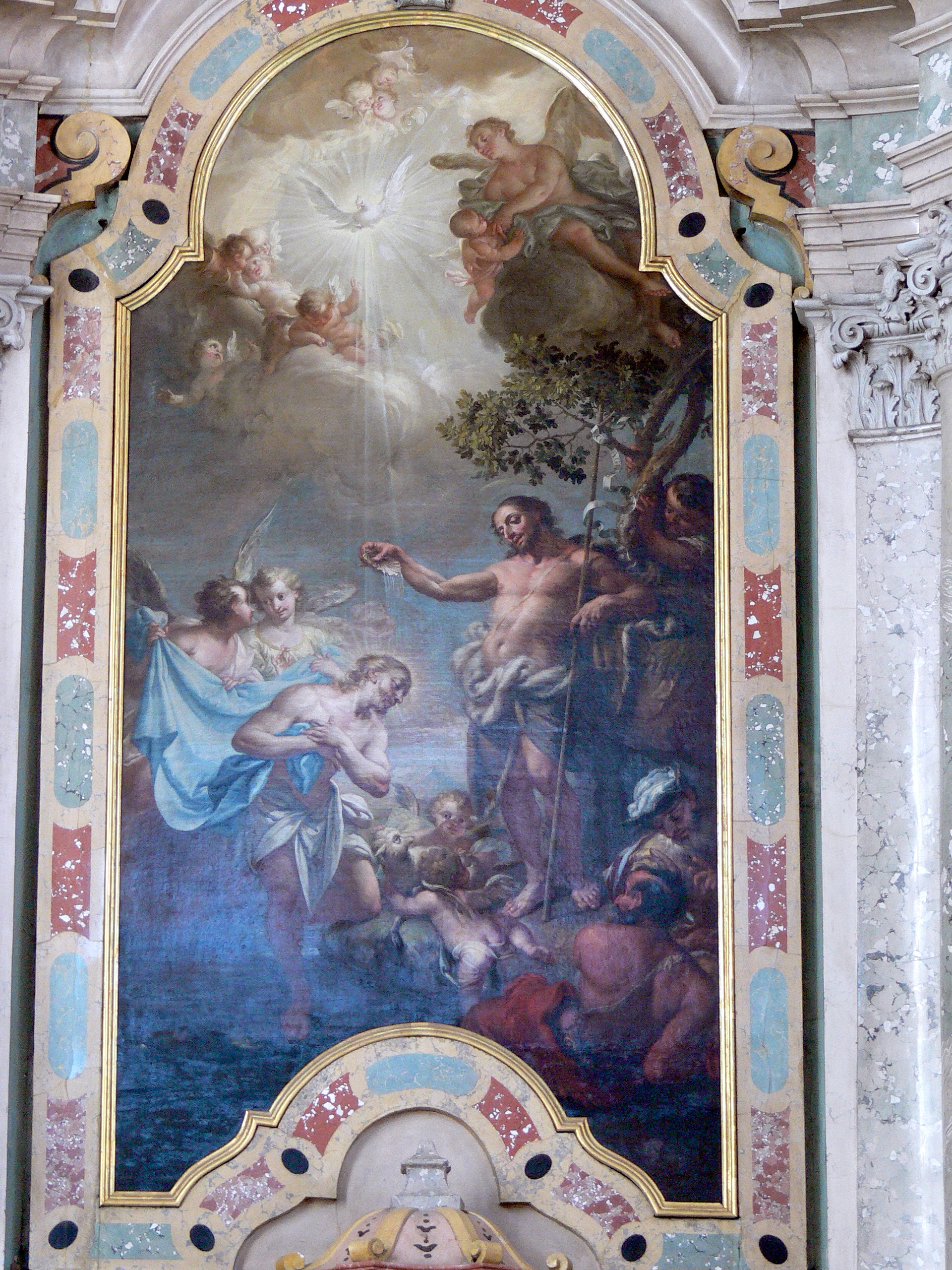
Franz S. Unterberger: Altarbild, Taufe Christi
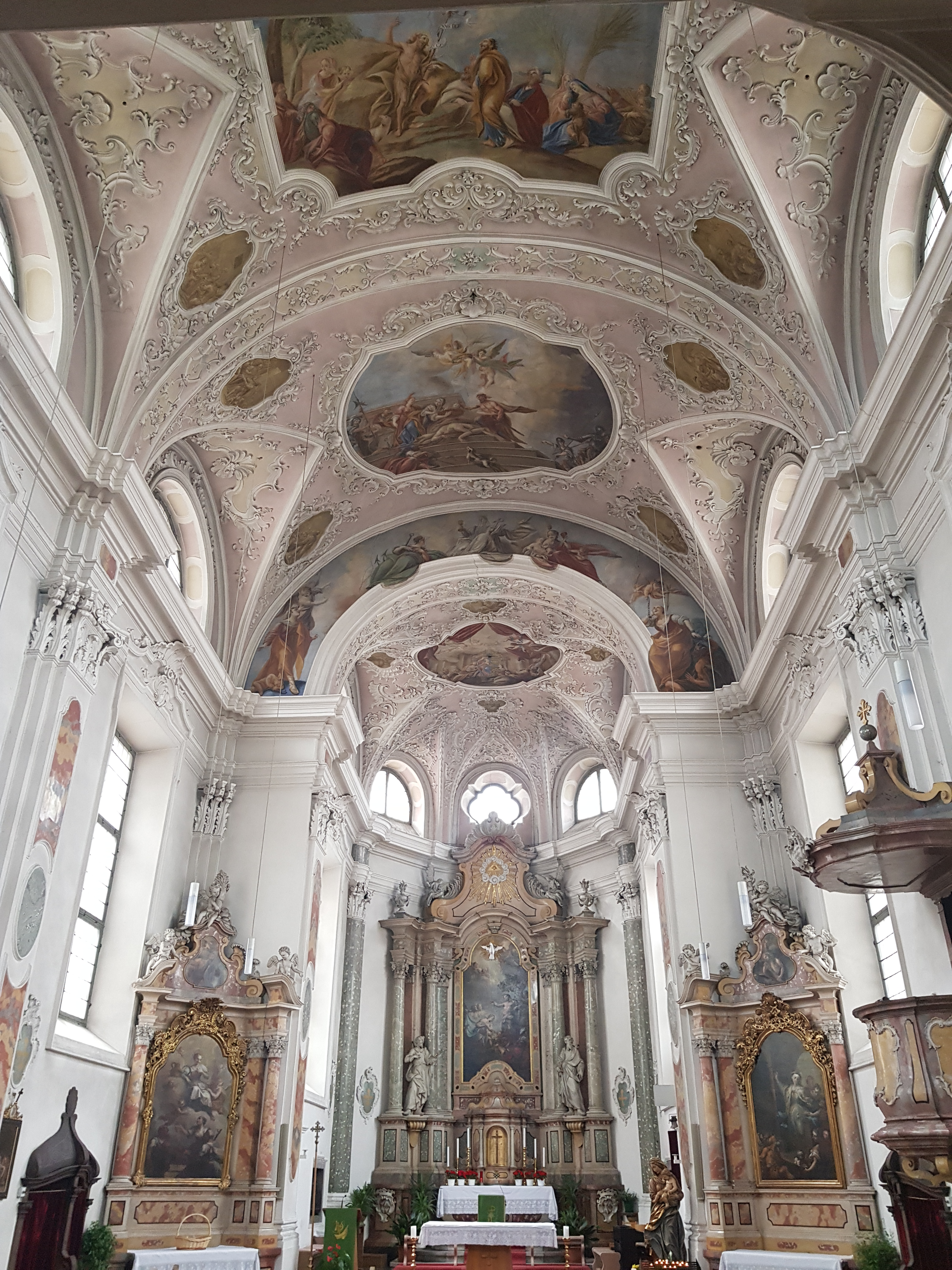
Stuckdecke
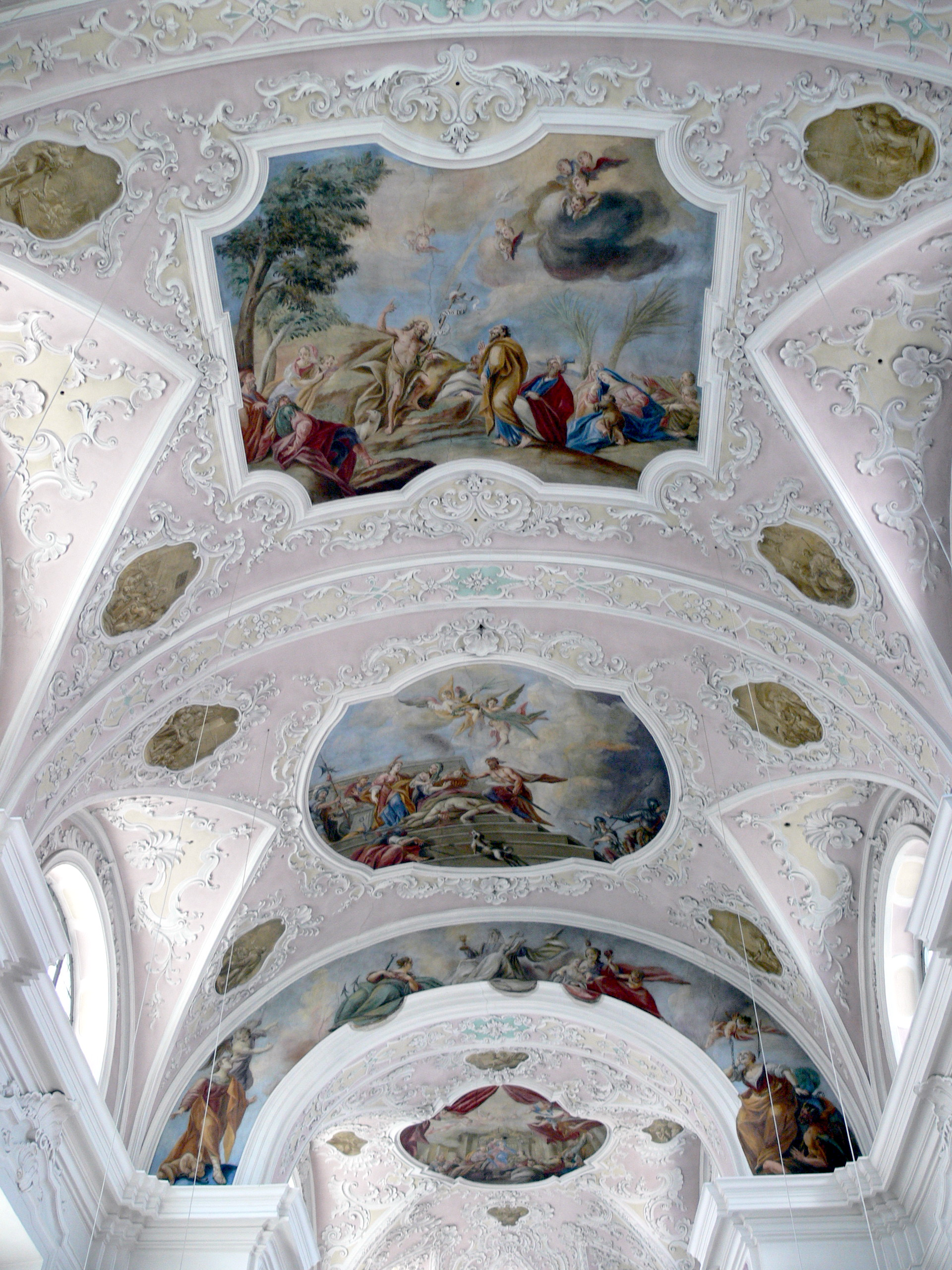
Deckenfresken
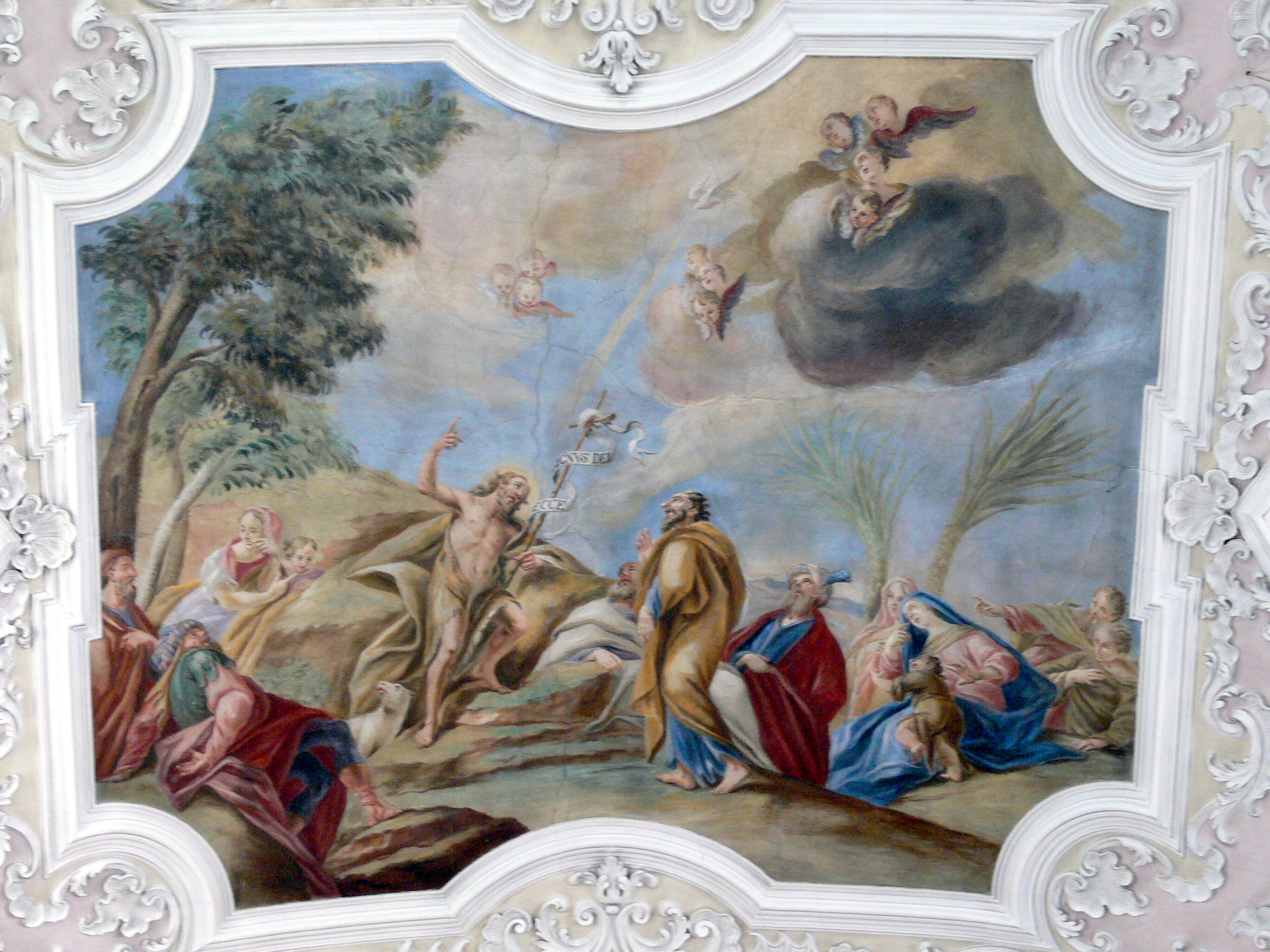
Deckenfresko Johannes als Prediger in der Wüste
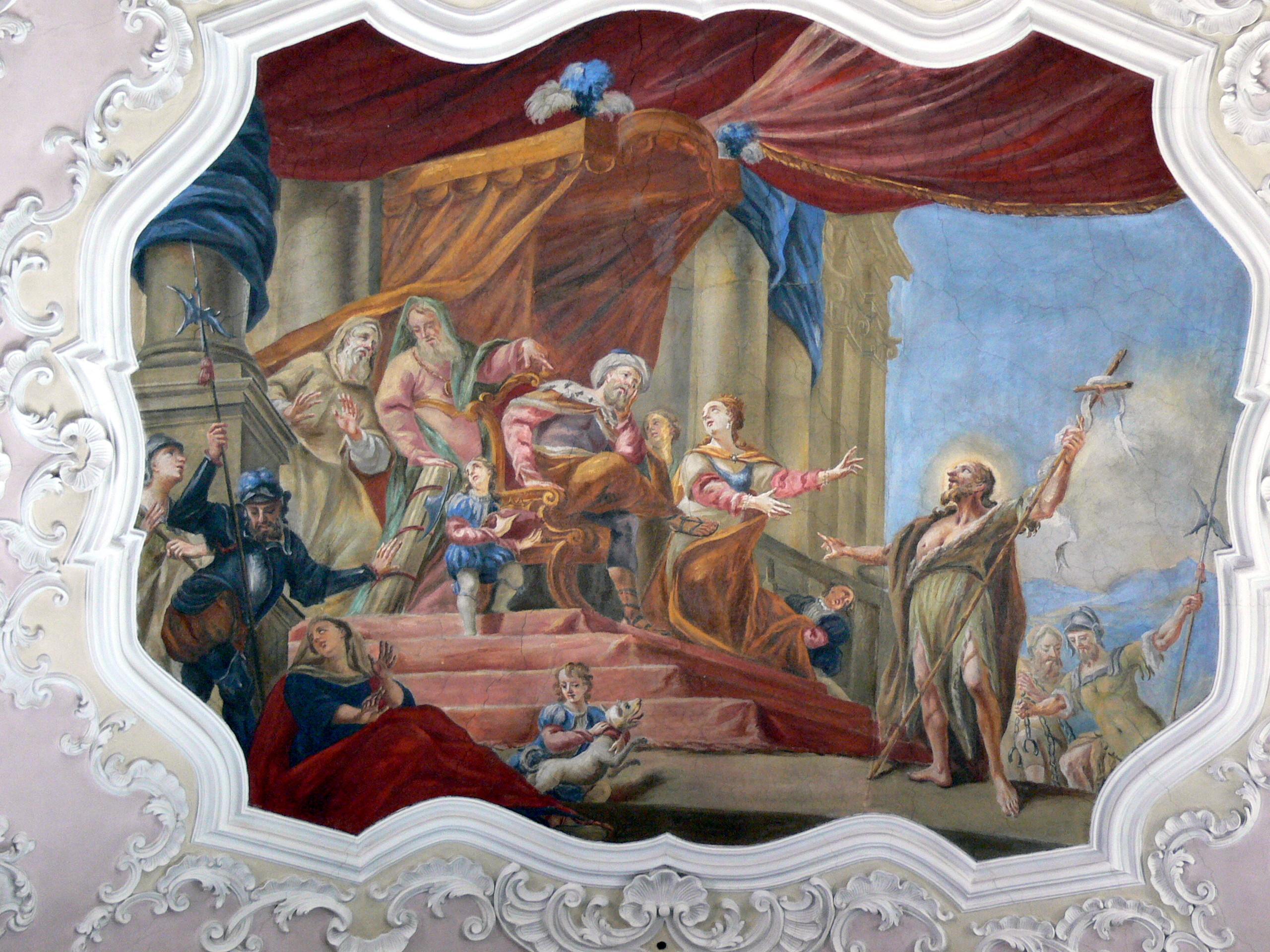
Johannes vor Herodes
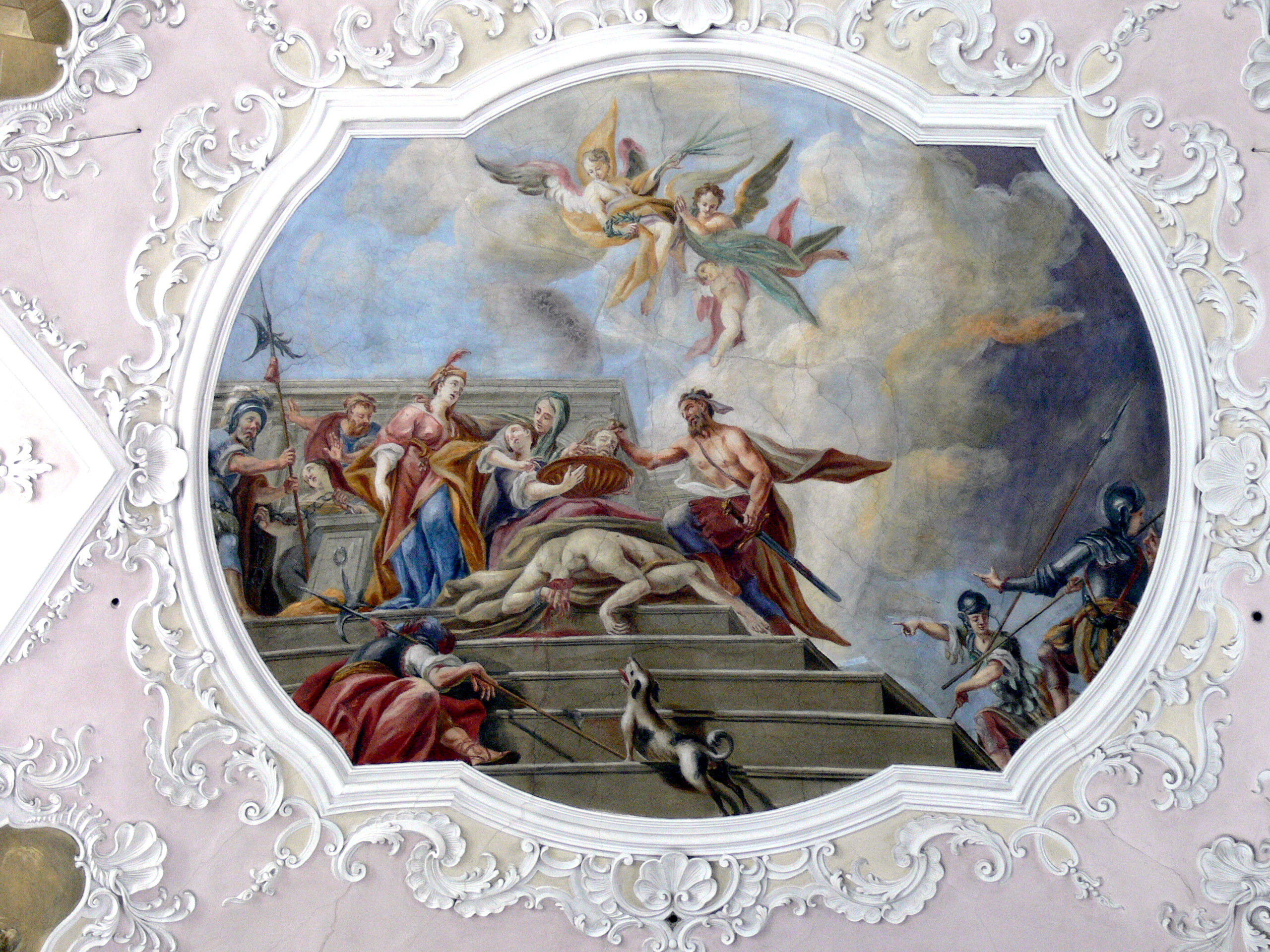
Enthauptung des Johannes
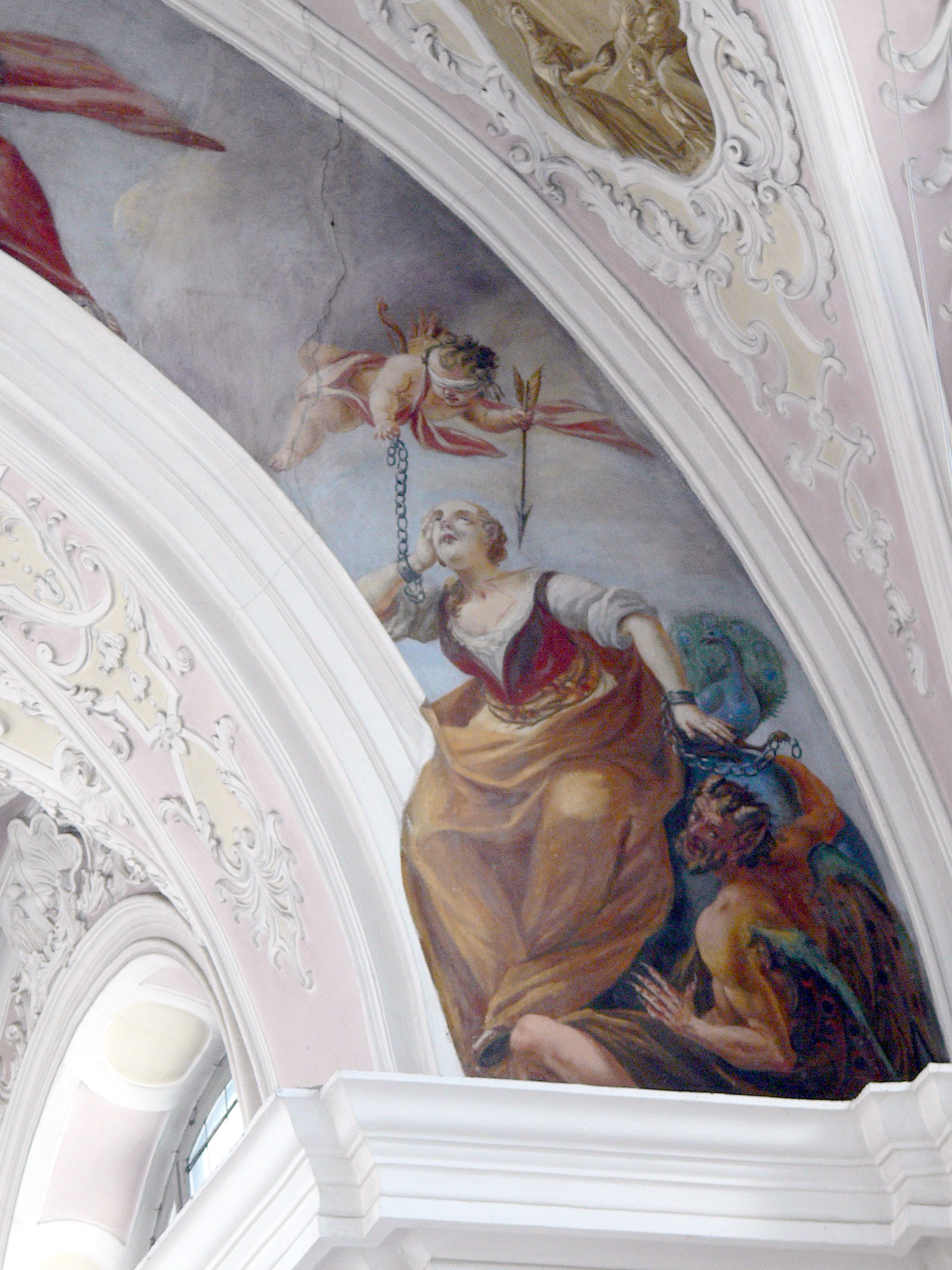
Chorbogenfresko Gefangene Seele